# True Audio
True Audio (TTA) is een manier en codec om geluid te comprimeren.
Het True Audio-formaat is vrije software, die audio kan comprimeren. Na het expanderen ontstaat exact hetzelfde signaal, het is daarom een verliesvrije (Engels: lossless) compressietechniek. Tijdens het comprimeren wordt er gebruikgemaakt van een prognose van de vorm van het signaal. Het uiteindelijke bestand is daardoor zo'n 30 tot 70 procent kleiner. Net als MP3 kan informatie over het geluidsbestand opgeslagen worden in ID3v1- en ID3v2-tags.